# 호세 앙헬 이리바르
호세 앙헬 이리바르 코르타하레나(스페인어: José Ángel Iribar Kortajarena, 1943년 3월 1일 ~ )는 포플러라는 별명으로 알려진 스페인의 전 축구 골키퍼이자 감독이다.
현역 시절 대부분을 아틀레틱 빌바오에서 보낸 그는, 바스크 연고 구단 소속으로 라 리가 18시즌을 치러 600번이 넘는 공식 경기에 출전해 2번의 주요 대회 우승을 거두었다.
이리바르는 스페인 국가대표팀 일원으로 1964년 유러피언 네이션스컵과 1966년 FIFA 월드컵에 참가했는데, 전자의 대회에서 우승을 거두었다.

## 클럽 경력

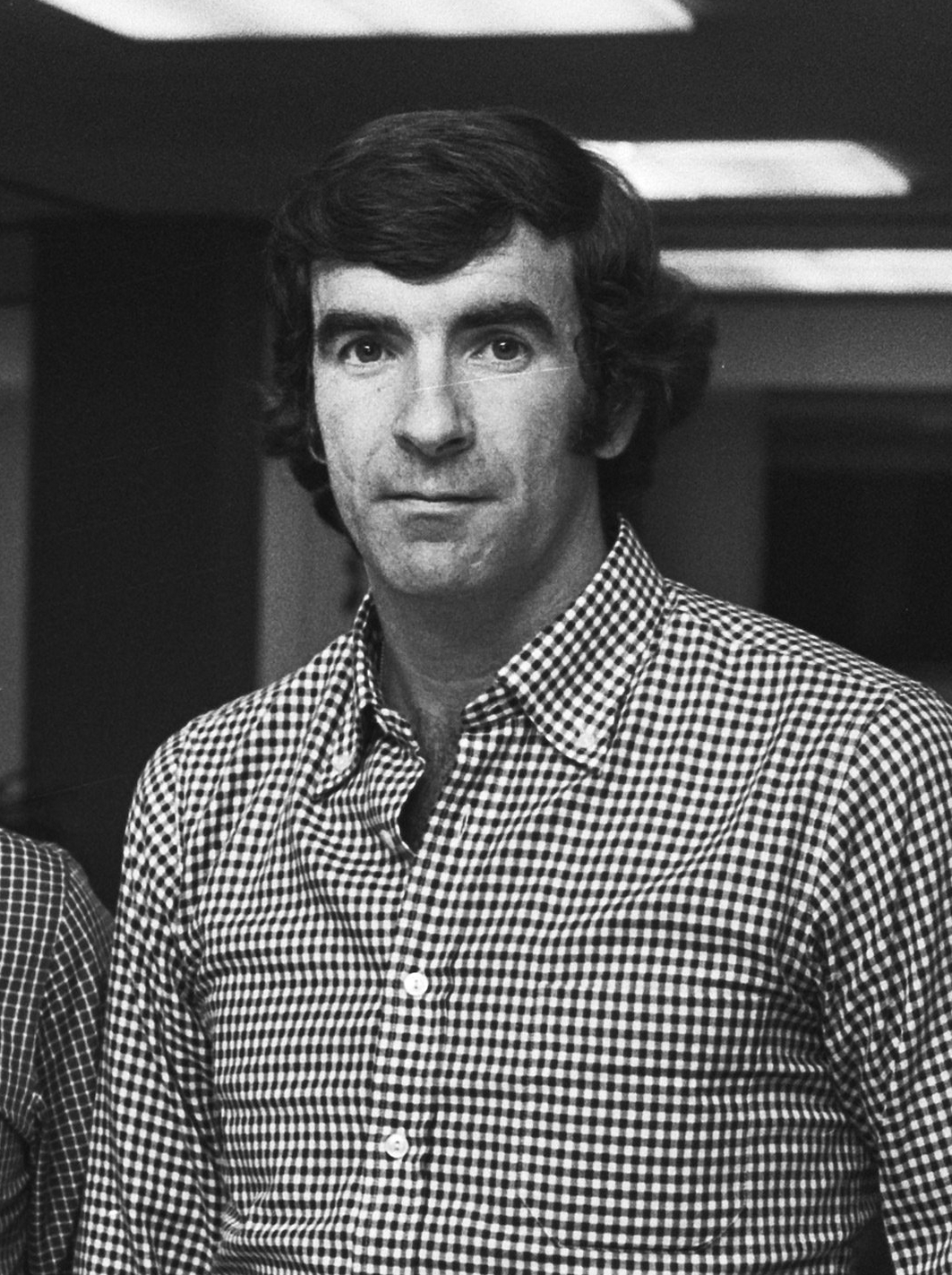
1978년의 이리바르

이리바르는 기푸스코아 주 사라우츠 출신이다. 아틀레틱 빌바오에서 프로 1년차의 라 리가 3경기 만에, 그는 바스크 연고 구단의 붙박이 수문장으로 16년을 자리매김하였다. 그가 성인 무대 첫 발을 디딘 곳은 바스코니아로, 1961년 데뷔 당시 위성 구단이 아니던 시절, 바스코니아는 아틀레티코 마드리드를 코파 델 헤네랄리시모에서 꺾었고, 이리바르는 훌륭한 활약으로 당시 역대 최고 이적료인 1M 페세타에 계약하게 되었다.
아틀레틱 입단 후, 카르멜로 세드룬이 1963년 10월에 부상으로 빠지자 이리바르가 기회를 잡아 코파 델 레이 2번을 우승하였고, 유벤투스에 패했지만 1976-77년 UEFA컵 결승까지 올라갔다. 1970-71 시즌, 그는 안방 10경기 연속 무실점을 기록했는데, 그는 1,018분 동안 한 골도 허용하지 않았다.
1971년 이리바르는 1-1로 비긴 아틀레틱 빌바오의 전 감독이 이끄는 로니 앨런의 웨스트브로미치 앨비언과 헌정 경기를 치렀는데, 그는 앞서 몇 주 전에 잉글랜드에서 같은 상대의 보비 호프 헌정 경기를 치렀었다. 그는 9년 뒤 37세의 나이로 모든 대회 도합 614번의 경기에 출전한 뒤 은퇴하였는데, 그는 역대 최다 출장 기록을 세웠다. 그가 은퇴한 해 여름에, 또다른 거물 골키퍼 안도니 수비사레타가 선수단에 합류하였다. 이리바르는 유럽대항전 역대 최다 출장 기록도 지니고 있었지만, 2016년에 마르켈 수사에타가 그의 55경기 출장 기록을 돌파하였다.
은퇴 후, 이리바르는 아틀레틱의 감독진에 합류하였는데, 골키퍼 코치 자리를 맡았다. 1983-84 시즌, 그는 2군 빌바오 아틀레틱을 지도하여 역대 최고 기록인 2부 리그 준우승을 기록했는데, 바로 위에 리그에 1군이 있어서 승격 자격은 없었다.
이리바르는 1986-87 시즌에 1군 감독을 맡았는데, 이 시즌은 처음이자 마지막으로 후반기에 리그를 3부분으로 나누어 치렀는데, 아틀레틱은 강등권 '최상위'인 13위의 성적을 거두었다. 1988년을 기점으로, 그는 20년 가까이 바스크 국가대표팀의 감독을 맡았다.

## 국가대표팀 경력
이리바르는 1964년 3월 11일, 5-1로 이긴 아일랜드와의 1964년 유러피언 네이션스컵 예선 최종전 안방 1차전에서 스페인 국가대표팀 신고식을 치렀고, 스페인은 아일랜드에 합계 7-1로 이겨 본선에 올라갔다. 그는 본선에서 주전 수문장이었고, 스페인은 안방에서 우승을 차지했다.
이리바르는 1966년 FIFA 월드컵에서도 스페인 선수단의 일원으로 참가해 3번의 조별 리그 경기에 모두 출전하였다. 그는 10년 더 국가대표팀 주전 골키퍼를 맡았는데, 1974년 11월 20일, 스코틀랜드와의 유로 1976 예선전에서 46번째 국가대표팀 경기에 출전하여 리카르도 사모라의 스페인 국가대표팀 역대 최다 출전 골키퍼로 어깨를 나란히했고, 2월 5일에 같은 상대와 재회하여 기록을 경신했다. 그의 49번째로 출전한 경기이자 마지막 경기는 1976년 4월 24일, 1-1로 비긴 서독과의 같은 대회 예선전 최종 경기였다. 그는 같은 상대로 벌인 2차전에서 손가락 부상으로 결장한 것으로 나왔는데, 그가 정치적 성향으로 퇴출되었다는 소문에 파다했을때 그는 이를 부인했다. 또다른 골키퍼, 루이스 아르코나다가 1983년에 그의 기록을 갈아치웠다.

## 플레이스타일
2010년 FIFA 월드컵 우승 주역 골키퍼인 이케르 카시야스는 이리바르를 자신의 역대 최고의 골키퍼 10인 목록에 이름을 올렸고, 그를 "스페인 국가대표팀 역사상 최고의 골키퍼들 중 하나로 그는 골문 앞에 존재감 있는 자로, 상대를 움츠려들게 만드는 능력이 있습니다. 그러나 이리바르는 크기 단독으로만은 무의미하기에, 크기만이 특징이 아니었습니다. 그는 체격적 능력을 위치 선정 능력과 결합할 수 있었습니다."라고 묘사하였다. 이탈리아에서 이리바르는 "초프의 쌍둥이"라는 별칭을 붙였는데, 골문을 지키는 능력 외에도, 지도력, 그리고 이탈리아인 골키퍼 디노 초프와의 비슷한 체격 조건을 지녔기 때문이었다.

## 정치 활동

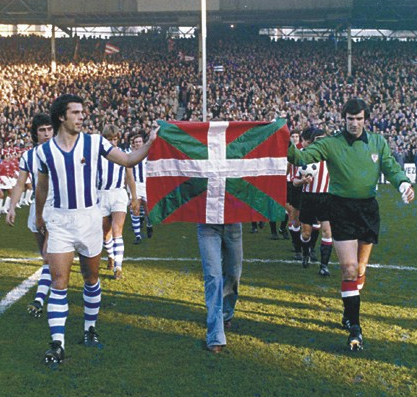
1976년, 이쿠리냐를 들고 경기장에 입장하는 이나시오 코르타바리아와 호세 앙헬 이리바르.

1976년 12월 5일, 레알 소시에다드와의 경기를 앞두고, 이리바르와 이나시오 코르타바리아 레알 소시에다드 주장이 바스크 국기인 이쿠리냐를 경기장 중앙 원에 갖다놓았다. 이 사건은 프란시스코 프랑코 사후 공공장소에 바스크 국기를 선보인 것인데, 당시 불법이었다.
이후, 그는 바스크 지역 정치 활동에 참가하게 되었는데, 민족주의 정당 에리 바타수나의 창당 일원이었다.

## 국가대표팀 통계
| 스페인 | 스페인 | 스페인 |
| 연도   | 출장   | 골     |
| ------ | ------ | ------ |
| 1964   | 5      | 0      |
| 1965   | 2      | 0      |
| 1966   | 6      | 0      |
| 1967   | 5      | 0      |
| 1968   | 5      | 0      |
| 1969   | 1      | 0      |
| 1970   | 5      | 0      |
| 1971   | 3      | 0      |
| 1972   | 6      | 0      |
| 1973   | 3      | 0      |
| 1974   | 5      | 0      |
| 1975   | 2      | 0      |
| 1976   | 1      | 0      |
| 합계   | 49     | 0      |

## 수상

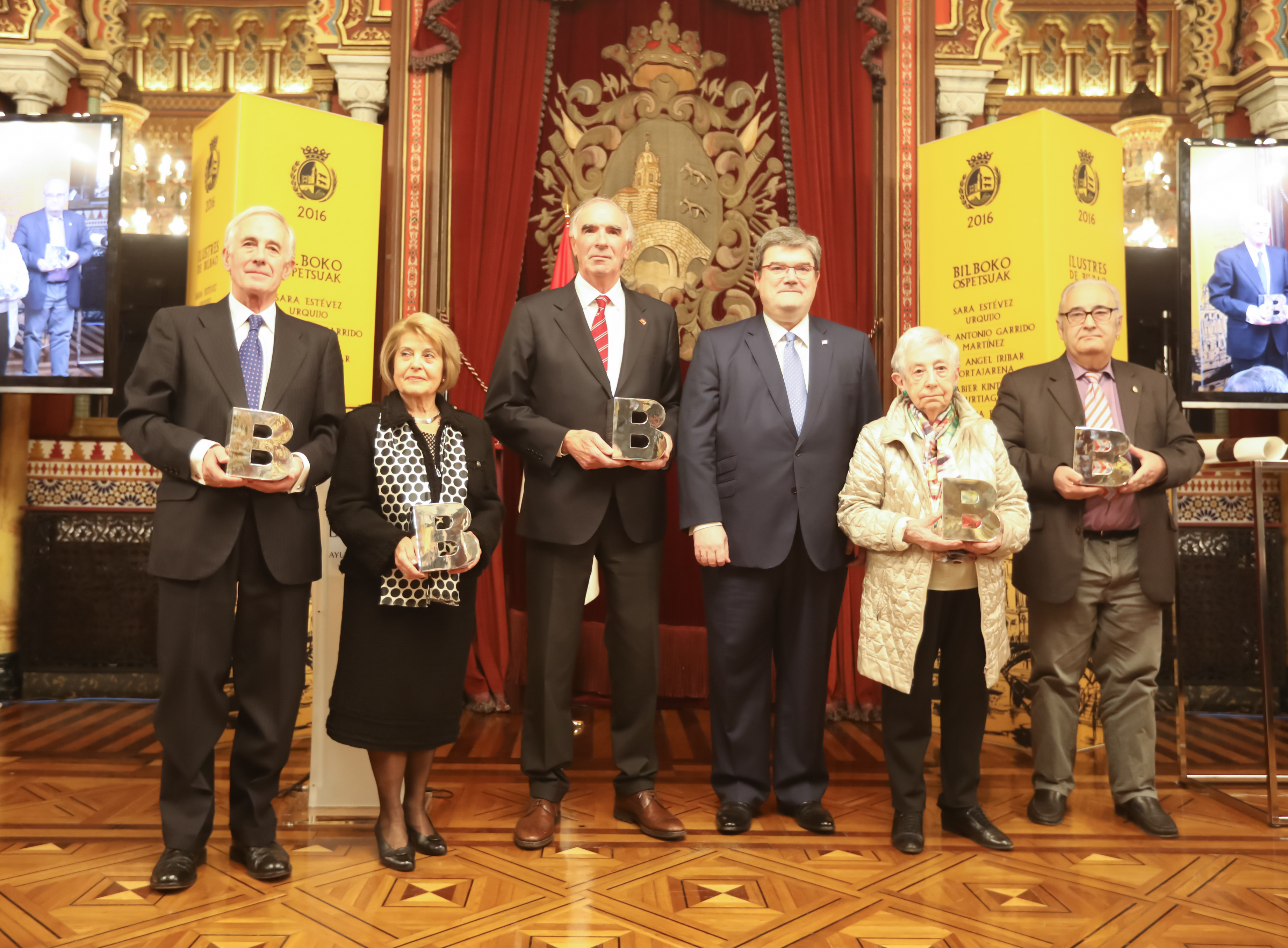
2016년, 빌바오 시청에서 상을 받은 이리바르 (왼쪽에서 3번째)

### 클럽
아틀레틱 빌바오
- 코파 델 헤네랄리시모
  - 우승: 1969, 1972–73
  - 준우승: 1965–66, 1966–67, 1976–77[16]
- UEFA컵 준우승: 1976–77

### 국가대표팀
스페인
- UEFA 유럽 축구 선수권 대회: 1964

### 개인
- 트로페오 리카르도 사모라: 1969–70